# كيفن داونز
كيفن داونز (بالإنجليزية: Kevin Downes)‏ هو كاتب سيناريو ومخرج وممثل أمريكي، ولد في 21 سبتمبر 1972 في الولايات المتحدة.

## أعمال

### أفلام
- (2018) أستطيع فقط التخيل[5]

## وصلات خارجية
- كيفن داونز على موقع IMDb (الإنجليزية)
- كيفن داونز على موقع ألو سيني (الفرنسية)
- كيفن داونز على موقع أول موفي (الإنجليزية)
- كيفن داونز على موقع قاعدة بيانات الأفلام السويدية (السويدية)
- كيفن داونز على موقع قاعدة بيانات الفيلم (الإنجليزية)
- كيفن داونز على موقع كينوبويسك (الروسية)